# 로드 독
비쥐 제임스(BG James)는 본명이 브라이언 제럴드 제임스(Brian Gerard James, 1969년 5월 20일 ~ )라고 부른다. 미국의 남자 프로레슬링선수다. 피니쉬는 펄링 펌프핸들 파워슬램, 점핑 빅 붓, 스피닝 벨리 투 백 수플렉스 들어 있어서 예전에는 1994년 ~ 1995년까지는 제프 제럿의 매니저로 활동을 했으며 1995년도에서는 결국은 WWF를 떠나게 된다. 하지만 1996년부터는 WWF/WWE 링네임이 로드 독(Road Dogg)이라고 부르며 디엑스하고 뉴 에이지 아웃로스를 활동을 한적도 있었다. 키는 188 cm(6 ft 2 in)에다가 몸무게는 109 kg(240 lb)이다. 최근 들어 2012년 로얄 럼블에서 깜짝 등장하였다. (결과는 웨이드 배럿에 의해 탈락)

## Professional wrestling highlights
- Finishing moves
  - Falling pumphandle powerslam - 1997-present
  - Jumping big boot - 1995-1997
  - Spinning belly to back suplex - 1993-1995
- Signature moves
  - DDT
  - Jumping high knee
  - Leapfrog body guillotine
  - Piledriver
  - Running knee drop
  - Shake Rattle and Roll (Triple left japs follow right punch)
- Manager
  - Chyna
  - Konnan
  - Roxxi Laveaux
  - Tori
- Wrestlers managed
  - Jeff Jarrett
- Entrance themes
  - "Oh You Didn’t Know?" by Jim Johnston (WWF;1997-2001; 2012-present; used as a member of New Age Outlaws)
  - "Break it Down" by The DX Band (WWF; used as a member of D-Generation X)
  - "Nobody Movesy" by Dale Oliver (TNA; 2006)
  - "n My House" by Dale Oliver (TNA; 2006-2008)

## 수상
- ACW 태그팀 챔피언 (1회) - 디스펑크션
- CWA 월드 태그팀 챔피언 (1회) - 캐넌볼 그리즐리
- CCWA/CWF 월드 헤비웨이트 챔피언 (1회)
- FPW 태그팀 챔피언 (1회) - 빌리 건
- MCW 태그팀 챔피언 (1회) - 킵 제임스
- MWF 태그팀 챔피언 (1회) - 보우 더글러스
- NWA 앨라베마 헤비웨이트 챔피언 (1회)
- 태그팀 오브 더 이열 (1998) - 빌리 건
- PWI 랭크드 힘 #46 오브 더 베스트 500 싱글즈 레슬링 인 더 PWI 500 인 1999
- PWI 랭크드 힘 #43 오브 더 베스트 100 태그팀즈 오브 더 PWI 이열즈 인 2003 - 빌리 건
- PWI 랭크드 힘 #183 오브 더 500 베스트 싱글즈 레슬링 듀링 더 PWI 이열즈 인 2003
- NWA 월드 태그팀 챔피언 (2회) - 론 킬링스 앤드 코난
- 피스트 오어 파여드 (2007 월드 태그팀 챔피언 컨트렉트)
- TWA 월드 태그팀 챔피언 (1회) - 빌리 건
- USWA 헤비웨이트 챔피언 (1회)
- USWA 텔레비 챔피언 (2회)
- USWA 월드 태그팀 챔피언 (2회) - 트레이시 스머더스
- WWA 월드 헤비웨이트 챔피언 (1회)
- WWF 하드코어 챔피언 (1회)
- WWF 인터콘티넨탈 챔피언 (1회)
- WWF 태그팀 챔피언 (5회) - 빌리 건
- WWE 태그팀 챔피언 (구 버전) (1회) - 빌리 건
- WWE 헬 오브 페임 (2019) - 멤버 디-제너레이션 엑스
- 워스트 기믹 (1996) - 더블 제이